# Río Side
El Río Side es un curso de agua que corre en la parte norte de la parte chilena de la Isla Grande de Tierra del Fuego y desemboca en el Estrecho de Magallanes.

## Trayecto
El río nace del lago Donoso en una latitud cercana a la de la ciudad de Punta Arenas, pero más al este. Se dirige en dirección noreste y recibe por su lado derecho a sus afluentes más importantes, primero el río O'Higgins y luego el estero Bellavista. Su delta son tres brazos que se hunden en el mar después de recorrer el río cerca de 48 km.
Entre las cuencas incluidas en la 128, la del Side es la cuenca de mayor extensión.

## Caudal y régimen
El río tiene un caudal representativo de 1 m³/s.

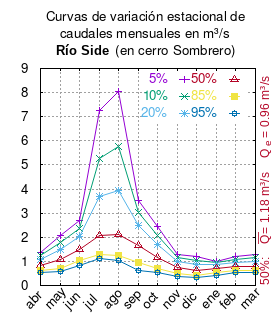
Curva de variación estacional del río Side en Cerro Sombrero.

El caudal del río (en un lugar fijo) varía en el tiempo, por lo que existen varias formas de representarlo. Una de ellas son las curvas de variación estacional que, tras largos periodos de mediciones, predicen estadísticamente el caudal mínimo que lleva el río con una probabilidad dada, llamada probabilidad de excedencia. La curva de color rojo ocre (con {\displaystyle {\color {Red}\vartriangle }}) muestra los caudales mensuales con probabilidad de excedencia de un 50%. Esto quiere decir que ese mes se han medido igual cantidad de caudales mayores que caudales menores a esa cantidad. Eso es la mediana (estadística), que se denota Qe, de la serie de caudales de ese mes. La media (estadística) es el promedio matemático de los caudales de ese mes y se denota {\displaystyle {\overline {Q}}}. 
Una vez calculados para cada mes, ambos valores son calculados para todo el año y pueden ser leídos en la columna vertical al lado derecho del diagrama. El significado de la probabilidad de excedencia del 5% es que, estadísticamente, el caudal es mayor solo una vez cada 20 años, el de 10% una vez cada 10 años, el de 20% una vez cada 5 años, el de 85% quince veces cada 16 años y la de 95% diecisiete veces cada 18 años. Dicho de otra forma, el 5% es el caudal de años extremadamente lluviosos, el 95% es el caudal de años extremadamente secos. De la estación de las crecidas puede deducirse si el caudal depende de las lluvias (mayo-julio) o del derretimiento de las nieves (septiembre-enero).

## Historia
En el valle del chorrillo Miraflores, un afluente derecho del río Side, han sido encontrados depósitos de toba silicificada y toba riolítica, materiales utilizados en la Edad de Piedra para la fabricación de herramientas. La toba silicificada fue transportada por largas distancias a pesar de recursos líticos cercanos disponibles.
Luis Risopatrón lo describe en su Diccionario Jeográfico de Chile de 1924:
Side (Rio) 52° 45' 69° 16' Es formado por varios pequeños chorrillos, corre hacia el N i se vácia en la bahía Lomas. 156: Riverside o Rioja en 134; Rosetti o Rioja en 122, p. xxvii; Rosetti en 151, viii, croquis de Popper (1886); i de los Onas en 151, xii, p. 5 (Rousson i Wíllems).

## Población, economía y ecología
En cuanto a la población habitante, el informe de la Dirección General de Aguas dice:
La cuenca posee cuatro asentamientos humanos todos clasificados como Aldeas o Caseríos, estos son: Bellavista, Primavera, Estancia Los Olivos y Cerro Sombrero. Sin embargo, esta última localidad podría clasificarse dentro de la categoría de Pueblo, debido a la infraestructura que posee y los servicios básicos que otorga a la población. De acuerdo a las características anteriores, Cerro Sombrero posee características de centro urbano.